# Rosa María Molló
Rosa María Molló Llorens (Lérida, 14 de enero de 1963) es una periodista española.

## Biografía
Licenciada en Periodismo por la Universidad Autónoma de Barcelona, ha desarrollado su carrera fundamentalmente en televisión, aunque sus inicios profesionales se encuentran en el mundo de las ondas, concretamente en Radio Nacional de España, emisora en la que trabaja entre 1984 y 1987. Ese año asume el cargo de directora de Radio Villafranca del Panadés para cumplir con éxito el encargo de la completa renovación de la emisora. En 1988 se traslada a la Universidad de Indiana Bloomington (Estados Unidos) para ampliar conocimientos en Semiótica.
Ingresa en RTVE en 1989 como reportera en el Centro de Producción de Cataluña. En la cadena pública ha desarrollado todo tipo de funciones casi siempre en programas en directo, de debate y entrevistas como los históricos Teledues o Giravolt. Durante los siguientes años se especializa definitivamente en informativos ejerciendo diversas responsabilidades como editora, presentadora y enviada especial. 
En esta misma etapa (1991-1995) también ejerce como profesora asociada en el Departamento de Periodismo y Comunicación de Masas de la Universidad Autónoma de Barcelona con el propósito de acercar a las aulas y a las nuevas generaciones de periodistas la realidad de la profesión en la calle. 
En 2001 cubre para TVE la invasión estadounidense de Afganistán, incorporándose a su regreso al programa de reportajes de investigación Línea 900. 
Desde enero de 2003 a diciembre de 2008 es corresponsal de TVE en Nueva York, cubriendo desde ese puesto el intenso debate en la ONU y posterior guerra de Irak; dos elecciones presidenciales, y acontecimientos de gran impacto social como el huracán Katrina o el inicio de la gran recesión.  
Desde enero de 2009 a julio de 2010 es corresponsal de TVE en Asia-Pacífico con sede en Pekín. Su esfuerzo se centra en ofrecer al público el análisis de la eclosión económica y transformación urbana de la República Popular China, además del impacto global del destacado aumento de la influencia diplomática de este país en la región. Durante su mandato también potencia la corresponsalía con reportajes de investigación caracterizados por un enfoque valiente y directo de acontecimientos considerados delicados por el régimen, incluyendo las denominadas Tres Ts Prohibidas: Tíbet, Taiwán y Tiananmen. Las consecuencias del histórico terremoto de Chengdu, los conflictos étnicos en Urumqi, el coste humano del acuciado crecimiento desigual y las violaciones de los derechos humanos, son otros ejemplos de temas que centran sus trabajos más destacados durante esta etapa. 
Desde agosto de 2010 a agosto de 2011 es corresponsal de TVE en Oriente Próximo. Las consecuencias de la paralización del proceso de paz entre Israel y Palestina; la creciente influencia de Irán en la región; la guerra de Libia de 2011 y la revolución egipcia de 2011 hasta la caída de Hosni Mubarak, centraron buena parte de su cobertura en la zona. Su periodismo narrativo, intentando acercar siempre a sus crónicas, voces con frecuencia silenciadas y su estilo arriesgado y riguroso, fue recompensado por la Federación de Asociaciones de Radio y Televisión de España concediéndole el Micrófono de Oro 2011. Ese mismo año también fue finalista del Premio José Couso de Libertad de Prensa por su trayectoria profesional. 
Tras vivir y trabajar en cuatro continentes y en 15 países, hizo un giro profesional. En septiembre de 2011 se instaló en Estados Unidos y realizó trabajos como entrenadora de rendimiento, liderazgo y gestión del cambio organizativo para una empresa de management internacional hasta diciembre de 2018. 
De enero a agosto de 2019 estuvo trabajando en el Área de Transformación Cultural y Proyectos Estratégicos de RTVE.
Desde el 7 de septiembre de 2019 al 27 de junio de 2020 presentó Informe semanal en TVE.Después, entre junio de 2020 y febrero de 2022 es directora de Comunicación Corporativa Interna de RTVE.
En febrero de 2022 es elegida miembro del Consejo del Audiovisual de Cataluña del que es vicepresidenta desde marzo de 2022.
En septiembre de 2024 abandona la vicepresidencia del Consejo del Audiovisual de Cataluña para asumir la dirección de la Defensoría de la Audiencia de RTVE en sustitución de María Escario.
En julio de 2025, se anuncia que conducirá 24 Horas, informativo de Radio Nacional de España, de lunes a viernes, de 19.30 a 23:30 horas. a partir de septiembre de ese año. 